# More Fun in the New World
More Fun in the New World – czwarta płyta zespołu X wydana we wrześniu 1983 przez firmę Elektra Records.

## Lista utworów
1. The New World
2. We're Having Much More Fun
3. True Love
4. Poor Girl
5. Make the Music Go Bang
6. Breathless
7. I Must Not Think Bad Thoughts
8. Devil Doll
9. Painting the Town Blue
10. Hot House
11. Drunk in My Past
12. I See Red
13. True Love, Pt. #2
14. Poor Girl (Demo/remix)
15. True Love, Pt. #2 (Demo/remix)
16. Devil Doll (Demo/remix)
17. I Must Not Think Bad Thoughts (Demo/remix)

- (14-17) – bonusy dodane w czasie reedycji płyty w 2002 roku.

## Muzycy
- Exene Cervenka – wokal
- Billy Zoom – gitara
- John Doe – wokal, gitara basowa
- D.J. Bonebrake – perkusja